# Фермі (місто)
Фермі або Термі (грец. Θέρμη) — муніципалітет у Греції, периферія Центральна Македонія, передмістя Салонік.